# Чингіз Мустафаєв

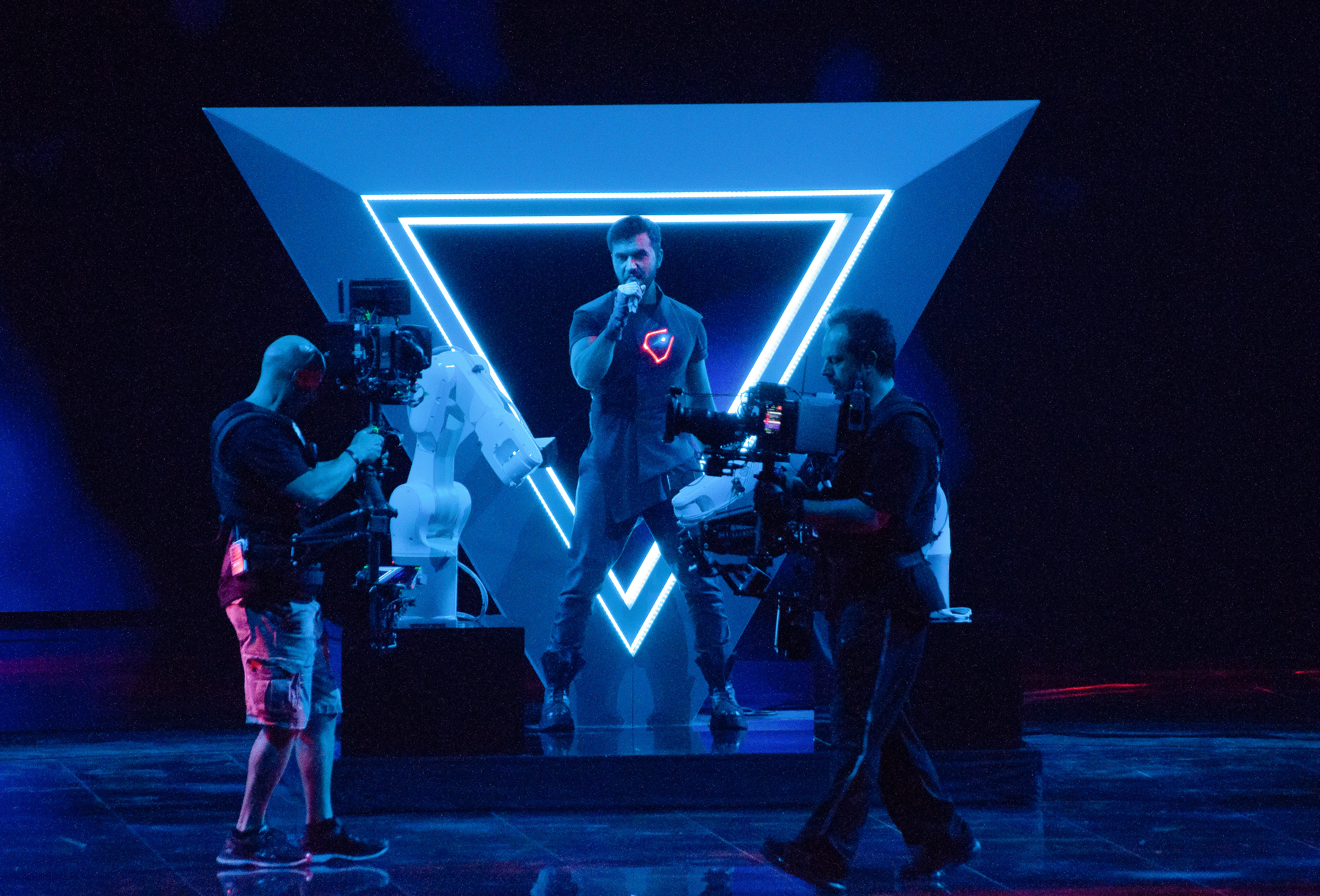

Чингіз Мустафаєв (азерб. Çingiz Mustafayev; нар. 11 березня 1991, Москва, Російська РФСР, СРСР) — азербайджанський співак, автор пісень та гітарист. Представляв Азербайджан на 64-му пісенному конкурсі «Євробачення» в Тель-Авіві з піснею «Truth».

## Життєпис
Народився в Москві, у віці 6 років його родина переїхала до азербайджанського міста Газах. Він навчився грати на гітарі та почав писати свої власні пісні, у юному віці.
У віці 13 років він переїхав з матір'ю та братом до Баку, де потрапив на прослуховування азербайджанської версії «Pop Idol» у 2007. Мустафаєв здобув перемогу у шоу, після чого розпочав свою музичну кар'єру.
У 2013 представляв Азербайджан на міжнародному конкурсі «Нова хвиля» в Юрмалі, де він зайняв 11-те місце.
У 2016 взяв участь у шостому сезоні «Голосу країни», де на «сліпих прослуховуваннях» потрапив до команди Святослава Вакарчука, проте покинув шоу на етапі «боїв». З того часу Чингіз виступав зі своїм гуртом «Palmas», який поєднує традиційне азербайджанське та турецьке народне звучання з гітарою фламенко, роком та попом.
На початку 2019 випустив сингл «Tənha gəzən».
8 березня 2019 підтверджено, що Чингіз представлятиме Азербайджан на 64-му пісенному конкурсі «Євробачення» з піснею «Truth». Він виступив у другому півфіналі 16 травня 2019 в Тель-Авіві, Ізраїль.

## Дискографія

### Сингли
| Назва         | Рік  | Альбом        |
| ------------- | ---- | ------------- |
| «Qürbət»      | 2018 | Поза альбомом |
| «Get»         | 2018 | Поза альбомом |
| «Tənha gəzən» | 2019 | Поза альбомом |
| «Truth»       | 2019 | Поза альбомом |